# Stary Wersk
Stary Wersk – jezioro w woj. wielkopolskim, w powiecie złotowskim, w gminie Zakrzewo, leżące na terenie Pojezierza Południowokrajeńskiego.

## Dane morfometryczne
Powierzchnia zwierciadła wody według różnych źródeł wynosi od 8,5 ha przez 8,8 ha do 14,26 ha (lustra wody) lub 16,17 ha (ogólna).
Zwierciadło wody położone jest na wysokości 107,1 m n.p.m. Średnia głębokość jeziora wynosi 0,8 m, natomiast głębokość maksymalna 1,7 m.